# Golden Kamuy
Golden Kamuy (jap. ゴールデンカムイ Gōruden kamui) – manga napisana i zilustrowana przez Satoru Nodę, publikowana w latach 2014–2022 w czasopiśmie „Shūkan Young Jump” wydawnictwa Shūeisha. Za język ajnuski w mandze odpowiada Hiroshi Nakagawa, lingwista z Uniwersytetu w Chibie. W 2016 zdobyła nagrodę Manga Taishō, a w 2018 roku otrzymała Nagrodę Kulturalną im. Osamu Tezuki w kategorii głównej.
Na jej podstawie Geno Studio stworzyło serial anime, który emitowano od kwietnia do czerwca 2018. Drugi sezon był nadawany od października do grudnia tego samego roku, natomiast sezon trzeci był emitowany od października do grudnia 2020. Produkcją czwartego sezonu zajęło się studio Brain’s Base, natomiast jego emisja trwała od października 2022 do czerwca 2023. Zapowiedziano piąty sezon będący adaptacją ostatniego wątku mangi.
Polski przekład mangi ukazuje się nakładem wydawnictwa Kotori, natomiast prawa do streamingu anime posiada w Polsce serwis Crunchyroll.

## Fabuła
Saichi Sugimoto zwany Nieśmiertelnym Sugimoto (jap. 不死身の杉元 Fujimi no Sugimoto) jest weteranem wojny rosyjsko-japońskiej. W czasie powojennej gorączki złota na Hokkaido usiłuje zebrać środki na operację żony przyjaciela i towarzysza broni, Torajiego. Pewnego dnia słyszy historię o zrabowanym i ukrytym złocie Ajnów. Na swojej drodze spotyka ajnuską dziewczynkę imieniem Asirpa, która szuka mordercy ojca. Razem wyruszają na poszukiwanie złota, na które czyhają również różnej maści kryminaliści, żołnierze Cesarskiej Armii Japońskiej oraz członkowie Shinsengumi.

## Bohaterowie
- Saichi Sugimoto (jap. 杉元 佐一 Sugimoto Saichi)

Seiyū: Chikahiro Kobayashi 
- Asirpa (ajn. アシㇼパ)

Seiyū: Haruka Shiraishi 
- Yoshitake Shiraishi (jap. 白石 由竹 Shiraishi Yoshitake)

Seiyū: Kentarō Itō 
- Yasaku Edogai (jap. 江渡貝 弥作 Edogai Yasaku)

Seiyū: Yūma Uchida 
- Kazuo Henmi (jap. 辺見 和雄 Henmi Kazuo)

Seiyū: Toshihiko Seki 
- Toshizō Hijikata (jap. 土方 歳三 Hijikata Toshizō)

Seiyū: Jōji Nakata 
- Kano Ienaga (jap. 家永 カノ Ienaga Kano)

Seiyū: Sayaka Ōhara 
- Inkarmat (ajn. インカㇻマッ)

Seiyū: Mamiko Noto 
- Kiroranke (ajn. キロランケ)

Seiyū: Masaki Terasoma 
- Otonoshin Koito (jap. 鯉登 音之進 Koito Otonoshin)

Seiyū: Katsuyuki Konishi 
- Shinpachi Nagakura (jap. 永倉 新八 Nagakura Shinpachi)

Seiyū: Takayuki Sugō 
- Tetsuzō Nihei (jap. 二瓶 鉄造 Nihei Tetsuzō)

Seiyū: Akio Ōtsuka 
- Kōhei Nikaidō (jap. 二階堂 浩平 Nikaidō Kōhei)

Seiyū: Tomokazu Sugita 
- Yōhei Nikaidō (jap. 二階堂 洋平 Nikaidō Yōhei)

Seiyū: Tomokazu Sugita 
- Noppera-bō (jap. のっぺら坊)
- Hyakunosuke Ogata (jap. 尾形 百之助 Ogata Hyakunosuke)

Seiyū: Kenjirō Tsuda 
- Genjirō Tanigaki (jap. 谷垣 源次郎 Tanigaki Genjirō)

Seiyū: Yoshimasa Hosoya 
- Hajime Tsukishima (jap. 月島 基 Tsukishima Hajime)

Seiyū: Eiji Takemoto 
- Tokushirō Tsurumi (jap. 鶴見 篤四郎 Tsurumi Tokushirō)

Seiyū: Hōchū Ōtsuka 
- Tatsuuma Ushiyama (jap. 牛山 辰馬 Ushiyama Tatsuuma)

Seiyū: Kenji Nomura 
- Tokishige Usami (jap. 宇佐美 時重 Usami Tokishige)

Seiyū: Yoshitsugu Matsuoka 

## Manga
Seria ukazywała się w magazynie „Shūkan Young Jump” od 21 sierpnia 2014 do 28 kwietnia 2022. Wydawnictwo Shūeisha zebrało jej 314 rozdziałów w 31 tomach typu tankōbon, wydawanych między 19 stycznia 2015 a 19 lipca 2022.
2 kwietnia 2025 wydawnictwo Kotori zapowiedziało wydanie mangi w Polsce w 16 tomach zbiorczych. Premiera odbyła się 13 czerwca 2025 podczas festiwalu Pyrkon.

## Anime
W lipcu 2017 redakcja czasopisma „Shūkan Young Jump” podała do wiadomości, że manga otrzyma adaptację w formie telewizyjnego serialu anime. Seria została wyprodukowana przez studio Geno Studio. Reżyserem był Hitoshi Nanba, scenariusz napisał Noboru Takagi, muzykę skomponował Kenichirō Suehiro, za kierownictwo artystyczne odpowiadał Atsushi Morikawa, a za reżyserię CG Yuuko Okumura i Yasutaka Hamada. Kenichi Ohnuki zaadaptował projekty postaci na potrzeby animacji, natomiast Koji Watanabe zaprojektował broń palną, Shinya Anasuma rekwizyty, a Ryō Sumiyoshi zwierzęta. Podobnie jak w przypadku mangi, Hiroshi Nakagawa pracował przy anime jako konsultant języka ajnuskiego. 12-odcinkowy serial był emitowany od 9 kwietnia do 25 czerwca 2018 na antenach Tokyo MX, ytv, STV i BS11.
Po zakończeniu emisji pierwszego sezonu zapowiedziano drugi sezon, który był emitowany od 8 października do 24 grudnia 2018 i składał się z 12 odcinków.
7 lipca 2019 ogłoszono, że seria otrzyma trzeci sezon. 13 marca 2020 poinformowano, że jego premiera nastąpi w październiku tego samego roku. Sezon ten był emitowany od 5 października do 21 grudnia 2020 i również liczył 12 odcinków.
5 grudnia 2021 ogłoszono, że seria otrzyma czwarty sezon. Produkcją sezonu zajęło się studio Brain’s Base, które zastąpiło Geno Studio. Shizutaka Sugahara pełnił funkcję głównego reżysera, a Takumi Yamakawa zaprojektował postacie. Noboru Takagi powrócił jako scenarzysta. Premiera odbyła się 3 października 2022, jednak 8 listopada tego samego roku ogłoszono, że emisja odcinka siódmego i kolejnych zostanie wstrzymana z powodu śmierci jednego z głównych członków ekipy produkcyjnej. Serial wznowiono 3 kwietnia 2023, zaczynając od reemisji sześciu pierwszych odcinków czwartego sezonu, natomiast ostatni odcinek wyemitowano 26 czerwca.
26 czerwca 2023, po zakończeniu czwartego sezonu, ogłoszono, że trwają prace nad finałowym sezonem, który zaadaptuje ostatni wątek mangi.
Prawa do streamingu serialu nabył serwis Crunchyroll.

### Ścieżka dźwiękowa
| Nr             | Tytuł                             | Wykonawca              | Źródło   |
| Czołówka       | Czołówka                          | Czołówka               | Czołówka |
| -------------- | --------------------------------- | ---------------------- | -------- |
| 1              | „Winding Road”                    | Man with a Mission     | [ 14 ]   |
| 2              | „Reimei”                          | Sayuri, My First Story | [ 28 ]   |
| 3              | „Grey”                            | Fomare                 | [ 19 ]   |
| 4              | „Never Say Goodbye”               | ALI feat. Mummy-D      | [ 23 ]   |
| Napisy końcowe |                                   |                        |          |
| 1              | „Hibana”                          | The Sixth Lie          | [ 14 ]   |
| 2              | „Tokeidai no kane”                | Eastern Youth          | [ 29 ]   |
| 3              | „Yūsetsu”                         | The Sixth Lie          | [ 19 ]   |
| 4              | „Subete ga soko ni arimasu yō ni” | The Spellbound         | [ 23 ]   |

## Nagrody i nominacje
W marcu 2018 w czasopiśmie „Shūkan Young Jump” podano, że Golden Kamuy został sprzedany w 4,6 miliona kopii. W 2016 roku manga zdobyła nagrodę Manga Taishō oraz nominowana była do Nagrody Kōdansha Manga w kategorii ogólnej. W 2018 roku manga otrzymała Nagrodę Kulturalną im. Osamu Tezuki w kategorii głównej. Manga była wcześniej nominowana do tej nagrody dwukrotnie – w latach 2016 i 2017. 
Jej angielskojęzyczne wydanie uzyskało w 2018 roku nominację do Nagrody Eisnera w kategorii najlepsze amerykańskie wydanie materiału międzynarodowego – Azja.